# 紅豆湯

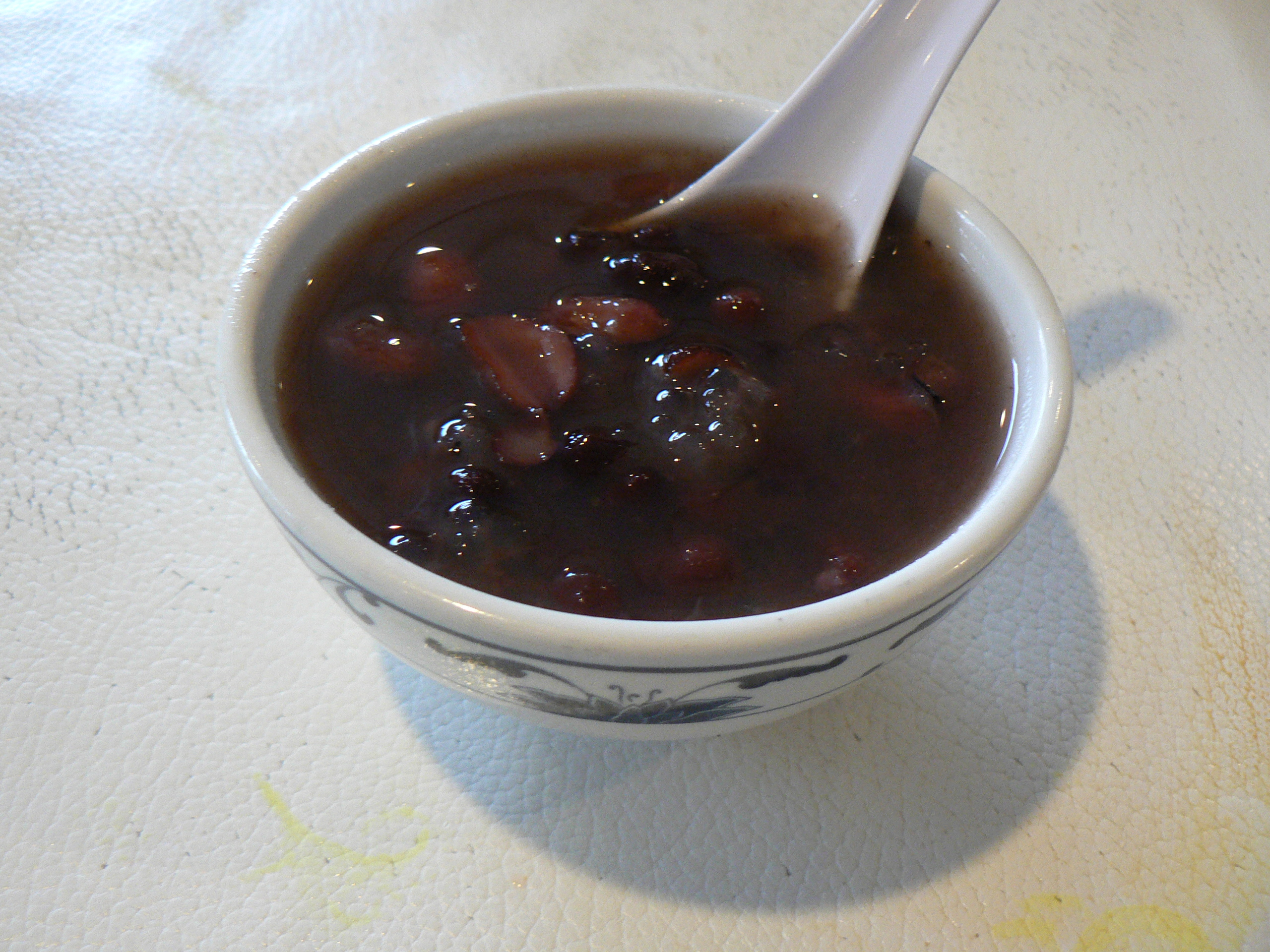
紅豆湯

紅豆湯是華人地區常見的糖水甜品之一，主要材料是紅豆和糖。
一般豆子煮得粒粒分明的稱為“紅豆湯”，煮得比較爛，煮至有沙狀口感的則稱為“紅豆沙”。

## 粵式紅豆沙

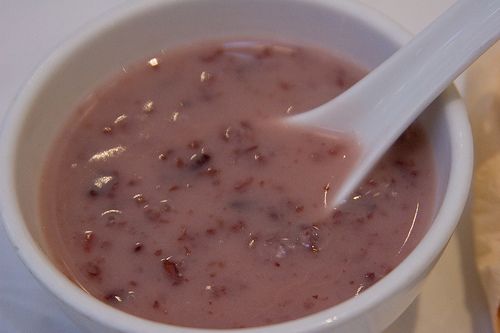
粤式红豆沙

主要是將紅豆、陳皮、片糖及水混合，煮至有沙狀的口感便可，通常為熱食。由於成本低廉，因此香港酒樓晚飯後附送的甜品通常都是紅豆沙。蓮子百合紅豆沙也是婚宴熱門甜品，取意「百年好合」。
起源於香港冰室及茶餐廳的飲品紅豆冰便是改良自紅豆沙。

## 類似的食物
日式「汁粉（あずきがゆ）」在日本是一種節分料理，在煮好的紅豆粥中加入麻糬或糯米糰子即可食用，有時還會加入栗子同煮。
韓式「紅豆粥（팥죽）」是一種粥，在朝鮮半島加入韓式米糕食用。
越南式「𥻹豆𧹼（chè đậu đỏ）加入椰漿」。
其他變化：加薏米煲煮即成紅豆粥，也可加黑芝麻，不同的搭配有不同的功效，是祛濕健脾的佳品，能夠祛除體內的濕氣。既可以當茶喝，也可以當飯吃。